# Щербаков, Михаил Фёдорович
Михаил Фёдорович Щербаков (13 сентября 1865, Симбирск — 13 ноября 1948, Симферополь) — российский и советский биолог и винодел. Доктор биологических наук. Профессор. Основатель первой в РСФСР кафедры виноделия, которая была создана при Крымском сельскохозяйственном институте сельскохозяйственных отраслей в 1922 году.

## Биография
Родился 13 сентября 1865 году в Симбирске в семье дворян.
С 1883 по 1888 год учился на естественном факультете Санкт-Петербургского университета. Стажировался в Европе. После окончания университета в течение шести лет работал химиком-виноделом в лаборатории по качеству вина в Санкт-Петербурге.
С 1896 года — химик-винодел Бессарабского училища виноградарства и виноделия в Кишинёве. В эти годы занимается переводом статей с немецкого и французского языков по технологии виноделия и химии вина.
Являлся сторонником защиты натуральности российских вин и развития виноградарства и виноделия на Юге России. Михаил Щербаков был соратником Льва Голицына и Михаила Ховренко. Участник первого съезда виноградарей и виноделов 1902 года в Москве, где представлял Министерства земледелия и государственных имуществ.
С 1903 по 1907 год Щербаков являлся главным редактором кишинёвского журнала «Виноградарство и виноделие». Одновременно с этим Щербаков осуществляет поездки по территории Российской империи (Грузия, Северный Кавказ и Крым) и за рубеж (Германия, Италия, Испания и Франция).
В 1907 году его назначают директором Никитского ботанического сада, в структуру которого входит «Магарач», высшие курсы по виноделию и Никитское училище. Под его руковомо садом была проведена реконструкция и закладка новых участков ботсада. В честь 100-летия Никитского ботанического сада в 1912—1914 годах был заложен Приморский парк. Вход в Нижний Парк был украшен дорической белой колоннадой. Содействовал созданию лаборатории физиологии растений, ботанического кабинета и гербария.
Принимал участие в разработке первого в Российской империи «Закона о виноградном вине», принятом в 1914 году.
В 1921 году становится профессором агрономического факультета Таврического университета. В 1922 году Совнарком РСФСР на базе агрономического факультета Таврического университета учреждает Крымский сельскохозяйственный институт сельскохозяйственных отраслей в состав которого входит и Никитский ботанический сад. С 1922 по 1923 год Щербаков является директором новообразованного института. Кроме того, Щербаков является заведующим первой в РСФСР кафедры виноделия.
По заданию правительства в 1925 году отправляется в Краснодар, где вместе со своим ассистентом Павлом Болгаревым участвует в организации Кубанского государственного сельскохозяйственного института. Щербаков открывает там вторую в СССР кафедру технологии вина, создаёт учебные классы, лабораторию технологии вина и микробиологическую лабораторию для изучения столовых вин.
В 1931 году Щербаков возвращается в Крым, где до 1947 года работает на кафедре виноделия Крымского сельскохозяйственного института.
Скончался 13 ноября 1948 года в Симферополе.

## Научная деятельность
Автор более 100 научных работ. Занимался изучением микробиологии виноделия, яблочно-молочным брожением как основной причины смягчения вкуса вина и регулирования его кислотности, управления процессами созревания и старения вина, определения полезных свойств вина и его применения для человека. Консультировал винный комбинат «Массандра». В качестве возможного района для виноделия изучал изучал степной Крым.

## Труды
- Опыты применения диффузионного способа к извлечению сусла из мязги и вина из выжимок. Одесса: тип. Е. И. Фесенко, 1901. 26 с.
- Изменения кислотности в винах. Одесса: тип. Е. И. Фесенко, 1902. 17 с.
- Новый способ приготовления красных вин: опыты применения серной кислоты. Одесса: Славянская тип. Е. Хрисогелос, 1903. 16 с.
- Исследования над динамикой алкогольного брожения. Ялта: тип. Н. Р. Лупандиной, 1909. 40 с.
- Начальные основы виноделия. М.: Новая деревня, 1926. 207 с.